# کارلا مک‌لئود
کارلا مک‌لئود (انگلیسی: Carla MacLeod؛ زادهٔ ۱۶ ژوئن ۱۹۸۲) بازیکن هاکی روی یخ اهل کانادا است.